# Glicó (escultor)

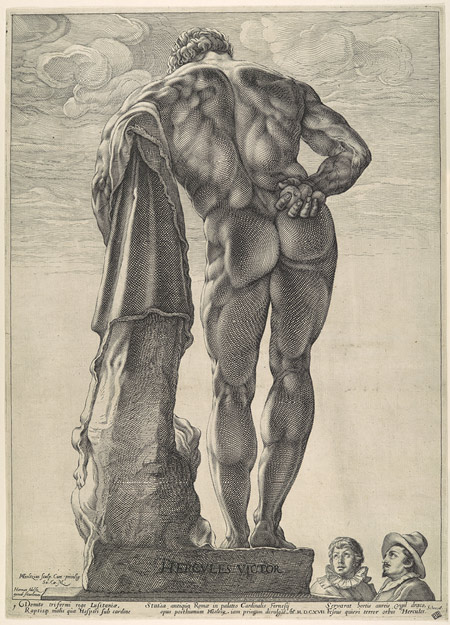
LHèrcules Farnese, obra de Glicó, en un gravat de Hendrick Goltzius de 1591

Glicó (en grec Γλύκων, Glykon) fou un escultor atenenc conegut per la seva estàtua de marbre colossal d'Hèracles que ha passat a la història amb el nom d'Hèrcules Farnese, trobada a les Termes de Caracal·la i conservada actualment al Museu Arqueològic Nacional de Nàpols.
Representa a l'heroi descansant després d'un dels seus Treballs. Va patir algunes restauracions; les cames que li mancaven i havien estat substituïdes, foren trobades més tard i col·locades el 1787. El nom de l'artista està esculpit a la pedra que li serveix de base en tres línies: ΓΛΥΚΩΝ - ΑΘΗΝΑΙΟΣ - ΕΠΟΙΕΙ (Glykon - Athenaios – epoiei). L'estàtua està inspirada en l'Hèracles de Lisip.
No el menciona cap autor antic, però no hi ha dubte que va viure en el període que va des de Lisip fins als primers emperadors romans, és a dir, segurament al segle i aC. D'aquest autor se'n conserva una altra obra, una base que es troba al Museu Biscari de Catània, amb la inscripció ΓΛΥΚΩΝ ΑΘΗΝΑ ΙΟΣ ΕΠΟΙΕΙ (Glykon Athena ios epoiei).